# Rumaucourt
Rumaucourt là một xã trong tỉnh Pas-de-Calais, vùng Hauts-de-France, Pháp.

## Địa lý
Rumaucourt có cự ly khoảng 12 dặm (19 km) về phía đông nam Arras, trên đường D19.

## Dân số
| 1962                                                              | 1968 | 1975 | 1982 | 1990 | 1999 | 2006 |
| ----------------------------------------------------------------- | ---- | ---- | ---- | ---- | ---- | ---- |
| 579                                                               | 653  | 695  | 676  | 691  | 724  | 704  |
| Số liệu điều tra dân số tính từ năm 1962, dân số chỉ tính một lần |      |      |      |      |      |      |

## Địa điểm nổi bật
- Nhà thờ St.Amand, xây lại sau thế chiến 1.